# Fede Arias
Federico Arias Picazo (Madrid, 26 de abril de 1990) es un periodista, reportero y presentador español. Es licenciado en Periodismo y Comunicación Audiovisual por la Universidad CEU San Pablo.

## Biografía
Licenciado en periodismo y comunicación audiovisual por la Universidad CEU San Pablo en 2014. Comienza su trayectoria profesional en 2010 cuando crea y dirige OnCEU digital televisión, el medio de comunicación oficial de la Universidad CEU San Pablo. A su cargo, la coordinación de una redacción de más de 20 jóvenes que produce contenido digital y diario entre los cuales Fede Arias presentó y dirigió más de una decena. La historia de este medio la reflejó en su Trabajo Final de Carrera: "De El Debate a OnCEU digital" documental que fue premiado por la misma universidad. 
En 2013, realiza el taller de presentadores de Telecinco organizado por La Fábrica de la Tele en colaboración con la Universidad Camilo José Cela. Tras su finalización, consigue ser uno de los 2 alumnos escogidos para empezar a trabajar en Telecinco. Es entonces cuando da el salto a la televisión nacional y empieza a trabajar como redactor y reportero en Telecinco, en el programa Sálvame.
En 2014, comienza a trabajar como redactor y community manager en Telecinco, en el programa Sálvame Deluxe. Además, empieza a colaborar en el Villanueva Showing Festival en calidad de presentador de la alfombra roja. Durante los próximos 5 años, presentará este evento organizado por la Universidad Villanueva y patrocinado por Atresmedia.
En 2015, funda "Mad Videos 2014" y "A la Caza del Kiwi". Dos marcas comerciales con las que produce contenido digital entre otros para La Fábrica de la Tele, Globomedia y Telemadrid.
En 2016, coproduce con La Fábrica de la Tele el programa "Snacks de Tele"  para Cuatro, y se convierte en el reportero del programa.  Además, empieza a colaborar puntualmente como reportero en el programa de Divinity, Cazamariposas. En verano vuelve a Telecinco, como reportero del programa Cámbiame Challenges comentando en directo la evolución de los cambios de look de los participantes.
En 2017, empieza a trabajar en Telemadrid, como reportero y director del programa digital "Pluma Sobre Ruedas", apoyando la cobertura especial del WorldPride Madrid 2017. Además, con su productora desarrolla la comunicación digital de Mediaset y Telemadrid. Destaca el proyecto "Se Buscan Valientes" con 12 meses (Mediaset España) con el que consiguen 15 millones de visualizaciones en el rap de la campaña y ser el mayor éxito del Proyecto Social de Mediaset. Además, trabaja como redactor y reportero en las campaña del grupo: "La Tribu del Corazón" con Valentín Fuster y "Minimalmama & Minimalpapa" para ayudar a la investigación contra el cancer de próstata.
En 2018, da el salto a presentar y toma las riendas de El Madroño cuando sus dos presentadores titulares (David Valldeperas y Carmen Alcayde) no pueden hacerlo. Se convierte en presentador sustituto del formato cosechando grandes datos de audiencia durante el verano de 2019. Es entonces cuando trabaja como reportero en el especial "¡Qué Orgullo!" de Telemadrid, realizando la cobertura del Orgullo 2019. En septiembre, comienza sus estudios de actor de doblaje en la Escuela 35mm y empieza a poner voz a videos promocionales, empresariales y publicitarios.
En 2020, durante el confinamiento presenta el concurso "Cuarentena Queen" de emisión semanal por redes sociales. Gracias a él, empieza a colaborar con el medio de referencia Shangay. En septiembre ficha por TVE como reportero para el nuevo programa Las Cosas Claras de LACOproductora. En el programa, tiene sección propia "La España de Fede", en la que micro en mano y diariamente, recorre España descubriendo las historias más curiosas. En noviembre, es finalista a "Mejor Influencer de Entretenimiento del Año" por los Influencer Awards.
En 2021 comienza como colaborador y reportero en “Mejor Contigo”, programa de TVE presentado por Ion Aramendi. En el espacio tiene la oportunidad de dar las campanadas desde Ponferrada y hacer las crónicas diarias de todo lo que sucede en el Benidorm Fest. Además, es premiado con el título de “Capuchón de Verín 2022” por el municipio por la visibilidad que el periodista hace del problema de la España Vaciada. 
En 2022 se pone al frente como director y presentador de “Eurodramas y Comedias” inaugurando el canal de Twitch oficial de Eurovisión RTVE. Además, comienza a trabajar como colaborador semanal en el programa Stage Calling en RTVE producido por Boomerang. En septiembre, ficha por el grupo Atresmedia y comienza a trabajar como reportero de entretenimiento en el programa "La Roca", con Nuria Roca en La Sexta. Sus directos con mayor repercusión fueron su accidentada carrera en la Red Bull Autos Locos, su frustrado intento de alistarse en el ejército, o su participación en el concurso de andadura a caballo en la Fiesta As San Lucas de Mondoñedo. En noviembre vuelve a RTVE para ponerse al frente de la T2 de "Eurodramas y Comedias", centrada en el Benidorm Fest 2023. En diciembre, presenta el especial "Final Eurovisión Junior 2022"  junto a Inés Hernand en directo por RTVE Play. Además, antes de acabar el año presenta "Entre Palmeras" en RTVE Play entrevistando a los 18 aspirantes a ganar Benidorm Fest 2023.
En 2023 lanzó su propio canal de Twitch, estrenando en enero #ZetaPeta el frikishow que hace del hiperrealismo su seña de identidad. Un programa semanal producido por Scope Producciones en el que entrevista, juega y cocina con representantes de la Generación Z. A finales de enero presentó "Los Desterrados del Benidorm Fest" un espacio de reacciones en directo al Benidorm Fest, junto a cantantes que presentaron propuesta, pero no fueron seleccionados para participar en las galas. En marzo, estrenó #ZetaPetaAllStars, el primer spin-off del formato, en el que Fede acude a las fiestas y a los estrenos de Madrid para hablar en directo con todos los famosos que acuden a los photocalls. En julio ficha como nuevo colaborador de "En Boca de Todos" presentado por Diego Losada con Mandarina Producciones en Cuatro (Mediaset España). En el programa, trabaja como reportero y colaborador de plató en la sección de sociedad y celebrities. Su sección "Viralísimos"  ocupa diariamente la franja final del programa. El 8 de noviembre publica su primera novela "Almacenes Arias. Una saga familiar marcada por el fuego y la ambición" editada por La Esfera de los Libros

## Trayectoria en televisión
| Año         | Programa                     | Canal      | Puesto                  |
| 2013 - 2014 | Sálvame                      | Telecinco  | Reportero               |
| 2013 - 2014 | Deluxe                       | Telecinco  | Reportero               |
| 2016        | Cazamariposas                | Divinity   | Reportero               |
| 2016        | Cámbiame Challenge           | Telecinco  | Reportero               |
| 2017        | Snacks de Tele               | Cuatro     | Reportero               |
| 2018 - 2020 | Aquí Hay Madroño             | Telemadrid | Reportero / Presentador |
| 2020 - 2021 | Las Cosas Claras             | TVE        | Reportero               |
| 2021        | Días de Verano               | TVE        | Reportero / Colaborador |
| 2021 - 2022 | Mejor Contigo                | TVE        | Reportero / Colaborador |
| 2022        | Eurodramas y Comedias T1     | RTVE       | Director / Presentador  |
| 2022        | La Roca                      | La Sexta   | Reportero               |
| 2022        | Eurodramas y Comedias T2     | RTVE       | Director / Presentador  |
| 2022        | Entre Palmeras               | RTVE       | Director / Presentador  |
| 2023        | Los Desterrados del BeniFest | Twitch     | Director / Presentador  |
| 2023        | #ZetaPeta                    | Twitch     | Director / Presentador  |
| 2023        | #ZetaPetaAllStars            | Twitch     | Director / Presentador  |
| 2023        | En Boca de Todos             | Cuatro     | Reportero / Colaborador |